# 叙利亚人民议会议长
叙利亚人民议会议长（阿拉伯语：رئيس مجلس الشعب）是叙利亚人民议会的领袖。

## 议会首长（1920–）
| 敌占区政府统治下的叙利亚（1917–1920） 叙利亚国民大会主席（1919–1920） |               |                                      |                |                |                            |                                 |                            |                            |
| #                                                                     | 肖像          | 姓名 （出生–死亡）                   | 任期           | 任期           | 政党                       | 政党                            | 届期                       | 召集                       |
| 1                                                                     |               | 哈希姆·阿塔西 （1875–1960）          | 1919年12月11日 | 1920年7月17日  |                            | 民族集团                        | 1 （1919）                 | 第一届内阁 （1919–1920）   |
|                                                                       |               |                                      |                |                |                            |                                 |                            |                            |
| 2                                                                     |               | 穆罕默德·拉希德·里达 （1865–1935）   | 1920年         | 1920年         |                            | 独立人士                        | 1 （1920）                 | 第二届内阁 （1919–1920）   |
| 叙利亚国，法国托管地的一部分（1922–1930） 制宪会议议长（1923–1925）   |               |                                      |                |                |                            |                                 |                            |                            |
| #                                                                     | 肖像          | 姓名 （出生–死亡）                   | 任期           | 任期           | 政党                       | 政党                            | 届期                       | 召集                       |
| 1                                                                     |               | Badih Muayyad al-Azm （1870–1960）   | 1923年11月12日 | 1925年7月14日  |                            | 独立人士                        | 1 （1923）                 | 第一届内阁 （1923–1928）   |
| 制宪会议主席（1924–1930）                                             |               |                                      |                |                |                            |                                 |                            |                            |
| #                                                                     | 肖像          | 姓名 （出生–死亡）                   | 任期           | 任期           | 政党                       | 政党                            | 届期                       | 召集                       |
| 1                                                                     |               | 哈希姆·阿塔西 （1875–1960）          | 1928年8月11日  | 1928年9月6日   |                            | 民族集团                        | 1 （1928）                 | 第一届内阁 （1928）        |
| 叙利亚共和国（1930–1946） 众议院主席（1932–1933）                     |               |                                      |                |                |                            |                                 |                            |                            |
| #                                                                     | 肖像          | 姓名 （出生–死亡）                   | 任期           | 任期           | 政党                       | 政党                            | 届期                       | 召集                       |
| 1                                                                     |               | Barakat al-Khaldi                    | 1932年6月7日   | 1933年11月25日 |                            | 独立人士                        | 1 （1932）                 | 第一届内阁 （1932–1933）   |
| 众议院议长（1932–1946）                                               |               |                                      |                |                |                            |                                 |                            |                            |
| #                                                                     | 肖像          | 姓名 （出生–死亡）                   | 任期           | 任期           | 政党                       | 政党                            | 届期                       | 召集                       |
| 1                                                                     |               | Subhi Barakat （1889–1939）          | 1932年1 月     | 1932年         |                            | 独立人士                        | 1 （1932）                 | 第二届内阁 （1932–1936）   |
| 2                                                                     |               | Fares al-Khoury （1877–1962）        | 1936年11月21日 | 1939年7月8日   |                            | 民族集团                        | 1 （1936）                 | 第三届内阁 （1936–1943）   |
| 空缺（1939–1943）                                                     |               |                                      |                |                |                            |                                 |                            |                            |
| 2                                                                     |               | Fares al-Khoury （1877–1962）        | 1943年8月17日  | 1944年10月17日 |                            | 民族集团                        | 2 （1943）                 | 第四届内阁 （1943–1947）   |
| 3                                                                     |               | Saadallah al-Jabiri （1893–1947）    | 1944年10月17日 | 1945年9月15日  |                            | 民族集团                        | 1 （1943）                 | 第四届内阁 （1943–1947）   |
| 2                                                                     |               | Fares al-Khoury （1877–1962）        | 1945年9月16日  | 1946年10月22日 |                            | 民族集团                        | 1 （1943）                 | 第四届内阁 （1943–1947）   |
| 叙利亚共和国（1946–1958） 众议院议长（1947–1949）                     |               |                                      |                |                |                            |                                 |                            |                            |
| #                                                                     | 肖像          | 姓名 （出生–死亡）                   | 任期           | 任期           | 政党                       | 政党                            | 届期                       | 召集                       |
| 2                                                                     |               | Fares al-Khoury （1877–1962）        | 1947年9月27日  | 1949年3月31日  |                            | 民族集团                        | 2 （1947）                 | 第五届内阁 （1947–1949）   |
| 2                                                                     | 人民党        | Fares al-Khoury （1877–1962）        | 1947年9月27日  | 1949年3月31日  |                            |                                 | 2 （1947）                 | 第五届内阁 （1947–1949）   |
| 制宪会议主席（1949–1951）                                             |               |                                      |                |                |                            |                                 |                            |                            |
| #                                                                     | 肖像          | 姓名 （出生–死亡）                   | 任期           | 任期           | 政党                       | 政党                            | 届期                       | 召集                       |
| 4                                                                     |               | Rushdi al-Kikhya （1899–1987）       | 1949年12月12日 | 1951年6月22日  |                            | 人民党                          | 1 （1949）                 | 第六届内阁 （1949–1953）   |
| 5                                                                     |               | Maarouf al-Dawalibi （1909–2004）    | 1951年6月23日  | 1951年9月30日  |                            | 人民党                          | 1 （1949）                 | 第六届内阁 （1949–1953）   |
| 6                                                                     |               | Nazim al-Qudsi （1906–1998）         | 1951年10月1日  | 1951年12月2日  |                            | 人民党                          | 1 （1949）                 | 第六届内阁 （1949–1953）   |
| 众议院议长（1953–1954）                                               |               |                                      |                |                |                            |                                 |                            |                            |
| #                                                                     | 肖像          | 姓名 （出生–死亡）                   | 任期           | 任期           | 政党                       | 政党                            | 届期                       | 召集                       |
| 7                                                                     |               | Maamun al-Kuzbari （1914–1998）      | 1953年10月24日 | 1954年12月2日  |                            | 独立人士                        | 1 （1953）                 | 第七届内阁 （1953–1954）   |
| 众议院议长（1954–1958）                                               |               |                                      |                |                |                            |                                 |                            |                            |
| #                                                                     | 肖像          | 姓名 （出生–死亡）                   | 任期           | 任期           | 政党                       | 政党                            | 届期                       | 召集                       |
| 6                                                                     |               | Nazim al-Qudsi （1906–1998）         | 1954年10月14日 | 1957年10月1日  |                            | 人民党                          | 1 （1954）                 | 第八届内阁 （1954–1958）   |
| 8                                                                     |               | Akram al-Hawrani （1912–1996）       | 1957年10月14日 | 1958年2月22日  |                            | 阿拉伯復興社會黨—敘利亞地區     | 1 （1954）                 | 第八届内阁 （1954–1958）   |
| 阿拉伯联合共和国（1958–1961） 众议院议长（1958–1960）                 |               |                                      |                |                |                            |                                 |                            |                            |
| #                                                                     | 肖像          | 姓名 （出生–死亡）                   | 任期           | 任期           | 政党                       | 政党                            | 届期                       | 召集                       |
| 1                                                                     |               | Akram al-Hawrani （1912–1996）       | 1958年2月22日  | 1960年7月20日  |                            | 阿拉伯復興社會黨—敘利亞地區     | 1 （1954）                 | 第八届内阁 （1954–1958）   |
| 国家委员会主席（1960–1961）                                           |               |                                      |                |                |                            |                                 |                            |                            |
| #                                                                     | 肖像          | 姓名 （出生–死亡）                   | 任期           | 任期           | 政党                       | 政党                            | 届期                       | 召集                       |
| 1                                                                     |               | 穆罕默德·安瓦爾·薩達特 （1918–1981） | 1960年7月21日  | 1961年9月17日  |                            | 民族联盟                        | 1 （1960）                 | 第一届内阁 （1960–1961）   |
| 阿拉伯叙利亚共和国（1961–2024） 众议院议长（1961–1963）               |               |                                      |                |                |                            |                                 |                            |                            |
| #                                                                     | 肖像          | 姓名 （出生–死亡）                   | 任期           | 任期           | 政党                       | 政党                            | 届期                       | 召集                       |
| 7                                                                     |               | Maamun al-Kuzbari （1914–1998）      | 1961年12月12日 | 1962年9月12日  |                            | 独立人士                        | 1 （1961）                 | 第九届内阁 （1961–1963）   |
| 9                                                                     |               | Said al-Ghazzi （1893–1967）         | 1962年9月17日  | 1963年3月7日   |                            | 独立人士                        | 1 （1961）                 | 第九届内阁 （1961–1963）   |
| 全国革命委员会主席（1965–1966）                                       |               |                                      |                |                |                            |                                 |                            |                            |
| #                                                                     | 肖像          | 姓名 （出生–死亡）                   | 任期           | 任期           | 政党                       | 政党                            | 届期                       | 召集                       |
| 1                                                                     |               | Mansur al-Atrash （1926–2006）       | 1965年9月1日   | 1966年2月24日  |                            | 阿拉伯復興社會黨—敘利亞地區     | 1 （None）                 | 第一届内阁 （1965–1966）   |
| 人民议会议长（1971–2024）                                             |               |                                      |                |                |                            |                                 |                            |                            |
| #                                                                     | 肖像          | 姓名 （出生–死亡）                   | 任期           | 任期           | 政党                       | 政党                            | 届期                       | 召集                       |
| 1                                                                     |               | Ahmad al-Khatib （1933–1982）        | 1971年2月22日  | 1971年12月26日 |                            | 阿拉伯復興社會黨 (敘利亞主導派) | 1 （None）                 | 第一届内阁 （1971–1973）   |
| 2                                                                     |               | Fahmi al-Yusufi （?–2006）           | 1971年12月27日 | 1973年2月21日  |                            | 阿拉伯復興社會黨 (敘利亞主導派) | 1 （None）                 | 第一届内阁 （1971–1973）   |
| 3                                                                     |               | Muhammad Ali al-Halabi （1937–2016） | 1973年6月9日   | 1977年6月8日   |                            | 阿拉伯復興社會黨 (敘利亞主導派) | 1 （1973）                 | 第二届内阁 （1973–1977）   |
| 3                                                                     | 1977年8月18日 | Muhammad Ali al-Halabi （1937–2016） | 1978年3月27日  | 2 （1977）     | 第三届内阁 （1977–1981）   | 阿拉伯復興社會黨 (敘利亞主導派) |                            |                            |
| 4                                                                     |               | Mahmoud Hadid                        | 1978年3月30日  | 1981年8月17日  |                            | 阿拉伯復興社會黨 (敘利亞主導派) | 1 （1977）                 | 第三届内阁 （1977–1981）   |
| 5                                                                     |               | 马哈茂德·祖阿比 （1935–2000）        | 1981年11月16日 | 1985年11月15日 |                            | 阿拉伯復興社會黨 (敘利亞主導派) | 1 （1981）                 | 第四届内阁 （1981–1985）   |
| 5                                                                     | 1986年2月27日 | 马哈茂德·祖阿比 （1935–2000）        | 1988年2月18日  | 2 （1986）     | 第五届内阁 （1986–1990）   | 阿拉伯復興社會黨 (敘利亞主導派) |                            |                            |
| 6                                                                     |               | Abdul Qadir Qaddura （1935–2013）    | 1988年2月19日  | 1990年2月16日  |                            | 阿拉伯復興社會黨 (敘利亞主導派) | 1 （1986）                 | 第五届内阁 （1986–1990）   |
| 6                                                                     | 1990年6月11日 | Abdul Qadir Qaddura （1935–2013）    | 1994年6月10日  | 2 （1990）     | 第六届内阁 （1990–1994）   | 阿拉伯復興社會黨 (敘利亞主導派) |                            |                            |
| 6                                                                     | 1994年9月10日 | Abdul Qadir Qaddura （1935–2013）    | 1998年9月9日   | 3 （1994）     | 第七届内阁 （1994–1998）   | 阿拉伯復興社會黨 (敘利亞主導派) |                            |                            |
| 6                                                                     | 1999年        | Abdul Qadir Qaddura （1935–2013）    | 2002年         | 4 （1998）     | 第八届内阁 （1998–2003）   | 阿拉伯復興社會黨 (敘利亞主導派) |                            |                            |
| 7                                                                     |               | 穆罕默德·纳吉·奥特里 （1944–）       | 2003年3月9日   | 2003年9月18日  |                            | 阿拉伯復興社會黨 (敘利亞主導派) | 1 （2003）                 | 第九届内阁 （2003–2007）   |
| 8                                                                     |               | 馬哈茂德·阿爾·亞伯拉什 （1944–）     | 2003年10月7日  | 2007年3月8日   |                            | 阿拉伯復興社會黨 (敘利亞主導派) | 1 （2003）                 | 第九届内阁 （2003–2007）   |
| 8                                                                     | 2007年5月7日  | 馬哈茂德·阿爾·亞伯拉什 （1944–）     | 2012年5月7日   | 2 （2007）     | 第十届内阁 （2007–2012）   | 阿拉伯復興社會黨 (敘利亞主導派) |                            |                            |
| 9                                                                     |               | 穆罕默德·吉哈德·拉哈姆 （1954–）     | 2012年5月24日  | 2016年6月6日   |                            | 阿拉伯復興社會黨 (敘利亞主導派) | 1 （2012年叙利亚议会选举） | 第十一届内阁 （2012–2016） |
| 10                                                                    |               | 哈迪亚·哈拉夫·阿巴斯 （1958–2021）   | 2016年6月6日   | 2017年7月20日  |                            | 阿拉伯復興社會黨 (敘利亞主導派) | 1 （2016年敘利亞議會選舉） | 第十二届内阁 （2016–2020） |
| 11                                                                    |               | 汉穆达·萨巴格 （1959–）              | 2017年9月28日  | 2020年         |                            | 阿拉伯復興社會黨 (敘利亞主導派) | 1 （2016年敘利亞議會選舉） | 第十二届内阁 （2016–2020） |
| 11                                                                    | 2020年        | 汉穆达·萨巴格 （1959–）              | 2024年         | 2 （2020）     | 第十三届内阁 （2020–2024） | 阿拉伯復興社會黨 (敘利亞主導派) |                            |                            |
| 11                                                                    | 2024年        | 汉穆达·萨巴格 （1959–）              | 2024年12月12日 | 3 （2024）     | 第十四届内阁 （2024）      | 阿拉伯復興社會黨 (敘利亞主導派) |                            |                            |
| 叙利亚過渡政府（2024–） 人民议会议长（2024–）                         |               |                                      |                |                |                            |                                 |                            |                            |
| #                                                                     | 肖像          | 姓名 （出生–死亡）                   | 任期           | 任期           | 政党                       | 政党                            | 届期                       | 召集                       |
| 1                                                                     |               | 空缺                                 | 2024年12月12日 | 現在           |                            | 敍利亞過渡政府                  |                            |                            |